# Arthur Moritz Schönflies
Arthur Moritz Schönflies (tudi Schoenflies), nemški matematik, * 17. april 1853, Landsberg na Varti (danes Gorzów Wielkopolski, Poljska), † 27. maj 1928, Frankfurt na Majni, Nemčija.

## Življenje in delo
Schönflies je najbolj znan po svojem delu iz uporabe teorije grup, teorije množic in kristalografije ter po raziskavah iz topologije.
Študiral je na Univerzi v Berlinu med letoma 1870 in 1875 pri Kummerju in Weierstrassu. Doktoriral je na Univerzi v Berlinu leta 1877. Naslednje leto 1878 je postal profesor na šoli v Berlinu. Leta 1880 je odšel poučevat v Colmar v Alzacijo. Nanj je vplivalo delo Felixa Kleina. V letu 1892 je postal predstojnik katedre za uporabno matematiko na Univerzi v Göttingenu.
Bil je pravnuk Walterja Benjamina.
V začetku je raziskoval na področju geometrije in kinematike. Leta 1891 je na Kleinovo pobudo izdelal popoln seznam 230-ih simetričnih kristalografskih prostorskih grup. Enako delo je neodvisno od njega v Rusiji naredil Fjodorov.
Schönfliesov problem išče dokaz da (n-1)-sfera v evklidskem n-prostoru omejuje topološko kroglo, vendar vloženo. Vprašanje je veliko bistroumnejše kot se zdi od začetka.